# Actinopyga obesa
Actinopyga obesa е вид морска краставица от семейство Holothuriidae.

## Разпространение и местообитание
Видът е разпространен в Австралия, Китай, Коморски острови, Майот, САЩ (Хавайски острови), Филипини и Япония.
Среща се на дълбочина от 1 до 21 m, при температура на водата от 22,9 до 26,6 °C и соленост 34,6 – 35,3 ‰.